# Enzo Morandini

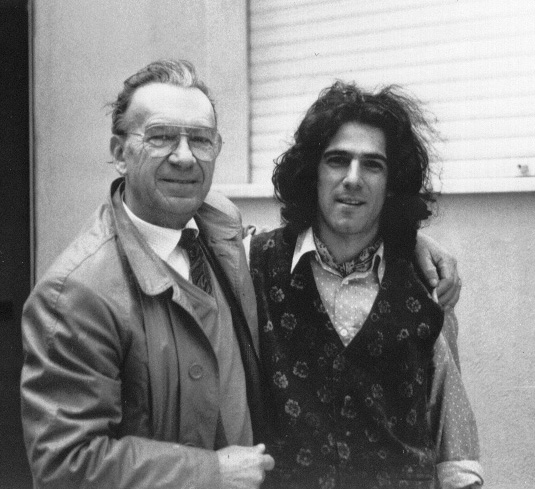
Enzo Morandini con Paolo Fresu nel 1991

Enzo Morandini (Sustinente, 7 ottobre 1924 – Cagliari, 21 settembre 2007) è stato un trombettista italiano.

## Biografia
Inizia a suonare la tromba nella banda di Sustinente (Mantova), suo paese natale. Chiamato alle armi nell'agosto del 1943, dopo una settimana viene catturato dai tedeschi e deportato come prigioniero di guerra in vari campi di concentramento tra cui Bremen, Amburgo e Altona. Rientra in Italia nel settembre del 1945.
Finita la guerra si diploma in tromba con il massimo dei voti al Conservatorio di Bologna con il maestro Enrico Arisi (uno dei primi trombettisti italiani ad eseguire il concerto Brandeburghese n. 2 di J.S.Bach). Lo stesso anno vince il premio Oreste Masi come miglior allievo del Conservatorio.
Suona inizialmente in varie orchestre sinfoniche italiane, quindi vince il concorso nazionale per prima tromba nell'orchestra dell'ente lirico di Cagliari nella quale suona dal 1953 al 1970, anche in qualità di solista, sotto la direzione di prestigiosi direttori d'orchestra come Sergiu Celibidache, Herbert Albert, Lorin Maazel e altri, per poi ottenere, sempre nel capoluogo sardo, la cattedra di tromba al Conservatorio Pierluigi da Palestrina dove insegnerà sino al 1993.
Parallelamente all'attività di trombettista e docente si è anche dedicato alla composizione e all'arrangiamento, scrivendo numerosi brani per strumenti solisti, per insiemi cameristici e per banda.

## Curiosità
Tra i suoi alunni spicca il jazzista Paolo Fresu che, iniziati gli studi classici al conservatorio di Sassari, incontrò forti resistenze da parte del suo primo insegnante il quale non voleva che si dedicasse al jazz. Trovò invece piena disponibilità nel maestro Enzo Morandini con il quale instaurò da subito un rapporto di stima reciproca. Si diplomerà a Cagliari sotto la sua guida nel 1984 dopo cinque anni di studi, uno in meno rispetto alla durata prevista del corso di tromba. 
Paolo Fresu dirà di Morandini: «Il maestro Morandini fu di una disponibilità incredibile. Era molto più anziano del mio insegnante di Sassari ma aveva una mentalità aperta e amava la buona musica. Tutta la buona musica. Gli feci capire che volevo prendere il diploma per una decisione personale e certo non perché avrei fatto l'orchestrale o il concertista classico. Era un aspetto della musica che non mi interessava. Quello che volevo fare era affinare la tecnica classica per poterla mettere al servizio del jazz, la mia musica. Lui comprese subito e mi accettò nella sua classe.».
Il giorno 19 dicembre 2014 è stato organizzato al teatro Monicelli di Ostiglia, vicino al paese natale di Enzo Morandini, un concerto dal titolo: "Concerto disegnato (Omaggio al maestro Morandini)" con Paolo Fresu (tromba), Daniele Di Bonaventura (bandoneon) e Alessandro Sanna (disegni).